# Jonas Smilgevičius
Jonas Smilgevičius áudioⓘ(12 de fevereiro de 1870 - 27 de setembro de 1942) foi um economista e político lituano; ele foi um dos vinte signatários à Declaração de Independência da Lituânia.